# Slag bij Zierikzee
De Slag bij Zierikzee, ook wel Slag op de Gouwe, was een zeeslag tussen een Frans-Hollandse vloot en een Vlaamse vloot die plaatsvond op 10 en 11 augustus 1304 op de Gouwe bij Zierikzee.

## Aanloop
Zeeland werd al lang betwist door de graven van Vlaanderen en Holland. In 1012 werden de Zeeuwse eilanden en het gebied dat later de Vier Ambachten zou worden, door keizer Hendrik II beleend aan Boudewijn IV. Door de Investituurstrijd viel het gebied vanaf 1076 echter onder de graaf van Holland, als leen van Vlaanderen. Dit leidde tot verschillende schermutselingen tussen Vlaanderen en Holland.

## Vlaamse invasie van Zeeland

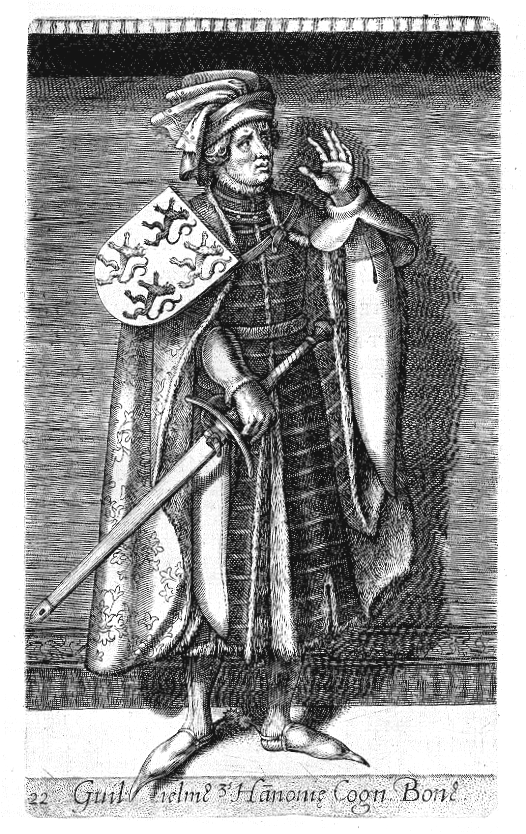
Willem III van Holland.

Door de rust in het zuiden na de Guldensporenslag in 1302 kon het graafschap Vlaanderen, zich richten op zijn oude rivaal, Jan II van Avesnes, graaf van Holland en Henegouwen. Deze had in de Guldensporenslag meegestreden met de Fransen. In februari 1303 werd het offensief in Henegouwen begonnen. Lessen werd op 2 april veroverd en met 22 dorpen in de omgeving in brand gestoken. Als wraak ging de zeventienjarige zoon van Jan van Avesnes, Willem III van Holland, op plundertocht vanuit Arnemuiden naar Terhofstede op het eiland van Cadzand.
Hierop formeerden de Vlamingen in Sluis een vloot die onder Gwijde van Namen, de zoon van Gwijde van Dampierre, de rechten op Zeeland opeiste. Dit werd gesteund door het Vlaamsgezinde deel van de Zeeuwse edellieden die door Willem van Avesnes waren verbannen. Op 23 april verliet de vloot de haven op weg naar het Sloe, tussen Walcheren en Zuid-Beveland. Jan II van Avesnes liet de verdediging over aan zijn zoon Willem.
Willem moest zijn troepen verdelen, omdat de Vlamingen zowel op Walcheren als op Zuid-Beveland konden landen. Op 25 april ging Gwijde met 3000 Vlamingen en 800 Zeeuwen aan land bij Veere. Zijn broer Jan wachtte met zijn landing, waardoor Willem zijn Walcherse troepen opnieuw moest verdelen. Bij Arnemuiden moest een landing van Jan van Namen verhinderd worden, net als bij Middelburg. Het derde deel trok op naar Veere om Gwijde aan te vallen. Willem was echter niet opgewassen tegen Gwijde en vluchtte naar Middelburg met zijn resterende soldaten. Al na een belegering van negen dagen gaf hij zich op 9 mei over. Nadat Willem en zijn mannen een vrijgeleide hadden gekregen uit Middelburg, veroverden de Vlamingen heel Walcheren en de overige Zeeuwse eilanden. Slechts Zierikzee wist stand te houden. Begin juli werd een wapenstilstand gesloten, waarbij graaf Jan II de eilanden tot aan de Maas afstond aan Gwijde van Namen, met uitzondering van Zierikzee, dat echter niet mocht worden versterkt.

## Offensief in Frankrijk
Hierna begonnen de Vlamingen een offensief in het zuiden. Bij Kassel werd een leger verzameld dat de grens overtrok en Sint-Omaars aanviel, waarbij de Fransen vluchtten. Het Vlaamse leger plunderde de streek rond Sint-Omaars en Terwaan en viel in augustus ook nog het land van Doornik binnen. Binnen een paar maanden waren zowel de Vlaamse noord- als zuid- en zuidwestgrens stevig beveiligd. In augustus begon Filips de Schone met de vorming van een nieuw leger, maar door muiterij vanwege achterstallige soldij kon hij niet in actie komen. In september kwam hij daarom een wapenstilstand overeen met de Vlamingen tot mei 1304, die later werd verlengd tot juni 1304. Dit bestand gaf de Fransen de kans om opnieuw een leger op te bouwen. Ook werd militaire steun verkregen van Engeland en Brabant en politieke steun van de paus.

## Vlaamse invasie van Zeeland, Holland en Utrecht

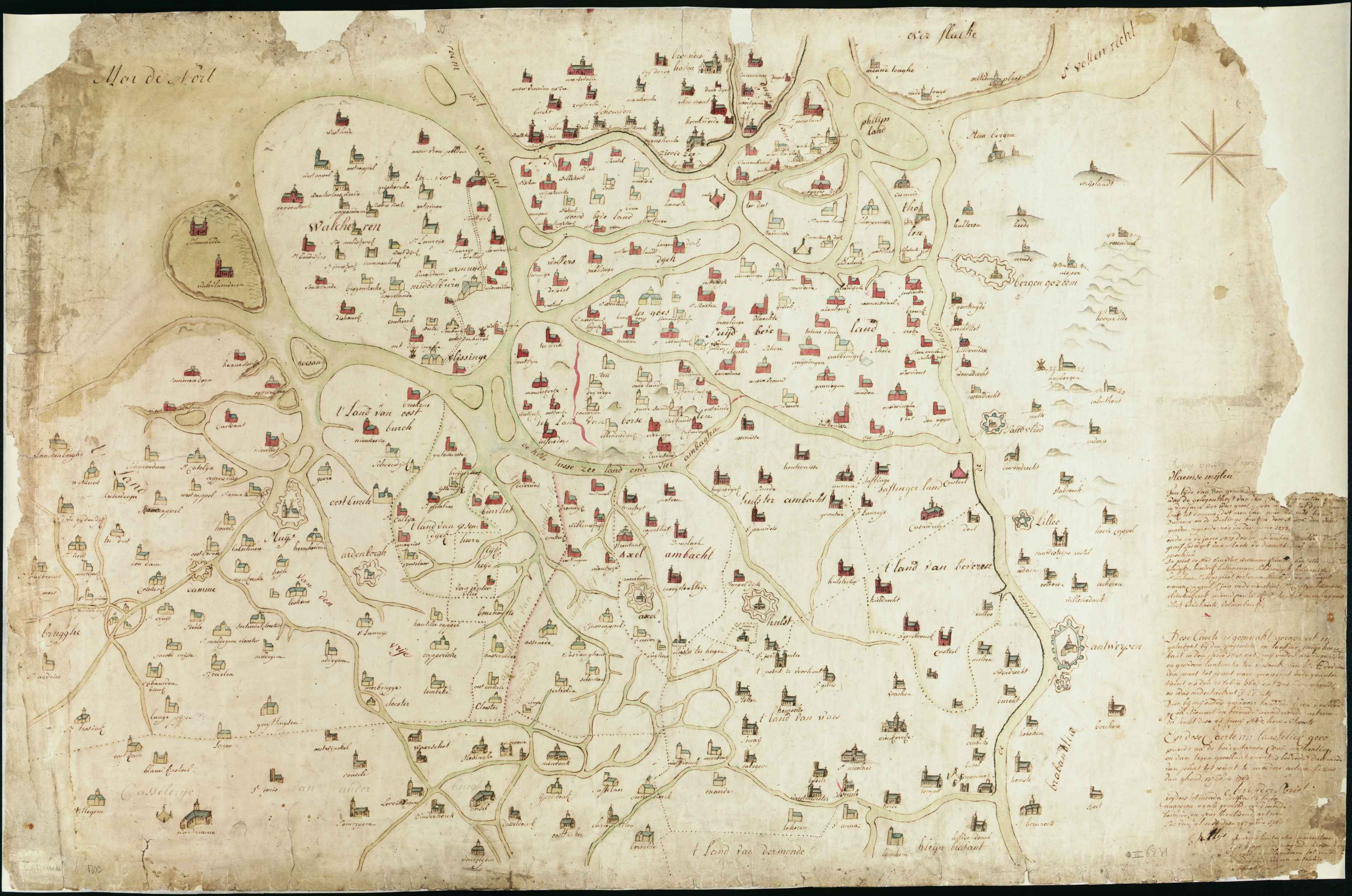
Zeeland en Vlaanderen rond 1300

In het voorjaar van 1304 werd het bestand met Holland opgezegd door de Vlamingen. Willem koos voor de aanval en versloeg de bezetters van het kasteel Blodenburg, even ten zuidwesten van Zierikzee, dat een steunpunt was van de Vlamingen. Vlaamse troepen die per schip werden aangevoerd, namen strategische posities in op Schouwen en Duiveland.
Een vloot met onder anderen Gwijde van Utrecht, bisschop van Utrecht en oom van Willem, kwam vanuit het noorden te hulp. De troepen van Willem en van zijn oom werden echter verslagen door de Vlamingen. De Vlamingen steunden de edelen, die verbannen waren na de moord op graaf Floris V van Holland en terug wilden keren naar hun bezittingen. Jan van Renesse, die zich onderscheiden had tijdens de Guldensporenslag, keerde met achthonderd Zeeuwen terug in Gouda, Jan van Amstel in Amsterdam, Herman VI van Woerden en Arend van Benschop in Utrecht en Gijsbrecht van Amstel in IJsselstein.  Bisschop Gwijde werd gevangengenomen, waarna in Utrecht een anti-Hollandse reactie volgde. Willem wist zich ternauwernood terug te trekken in Zierikzee.
De Vlamingen trokken om Zierikzee Holland en Utrecht binnen, waarna Jan II van Brabant zich bij de Vlamingen aansloot. Alleen Dordrecht hield stand. Witte van Haemstede, de bastaardzoon van graaf Floris V, wist de Hollandse steden weer aan de zijde van Willem te brengen, waarna de Vlamingen zich terugtrokken uit Holland. Jan van Renesse, Arend van Benschop en Jan II van der Lede verdronken 16 augustus 1304 in de Lek bij Beusichem, toen ze na een bijeenkomst Utrecht uit waren gezet en naar Brabant wilden vluchten.

## Beleg

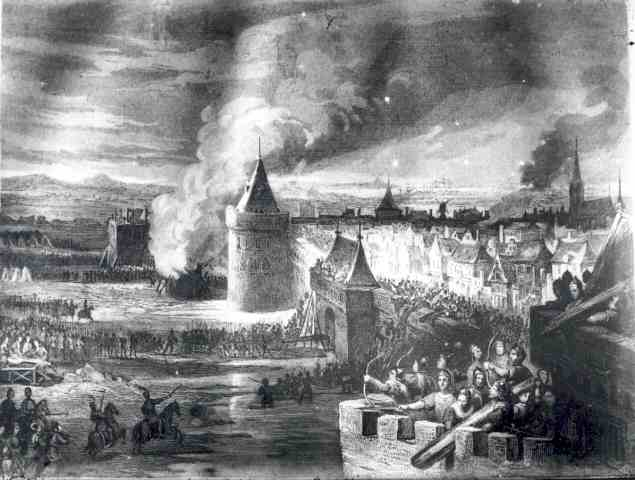
Het beleg van Zierikzee

Hierna begon het Beleg van Zierikzee. Willem was ondertussen naar Holland teruggekeerd. Over de omvang van de Vlaamse troepen lopen de schattingen van 80.000 tot 200.000 man. Waarschijnlijk zijn beide schattingen te hoog, maar een Vlaamse overmacht lijkt onbetwistbaar.
Om de stad af te sluiten van de Gouwe werd de haven volgestort. Beide zijden beschikten over blijden. De Vlamingen lieten evenhogen en katten bouwen. Om de aanval te vergemakkelijken werden met vijf verrijdbare bruggen dammen in de grachten gelegd. Hoewel het voedsel opraakte hield Zierikzee stand.

## De slag
Eind juni verliep het bestand met Frankrijk. De Franse koning, Filips de Schone, had een machtig leger gevormd, dat begin augustus de zuidgrens overstak en via een omweg Doornik bereikte. Een paar weken daarvoor had hij admiraal Reinier Grimaldi naar Holland gestuurd om steun te bieden. Deze beschikte over 30 Franse en 8 Spaanse koggen en elf Genuese galeien. In Schiedam werd de vloot uitgebreid met 5 Hollandse koggen, waarmee het totaal dus op 54 grote schepen lag. Hiermee voer hij naar Zierikzee, waar Gwijde beschikte over 11 Vlaamse koggen, en 8 uit Bayonne dat toen in Engelse handen was. Verder waren er 6 grote schepen van Hanzeaten, een Zweeds schip en twee met onbekende vlag. Mogelijk beschikte hij nog over 4 extra Vlaamse koggen en 5 Spaanse schepen, waarmee het totaal grote schepen op 37 zou komen, minder dan Grimaldi. Wel beschikte hij over een groot aantal kleinere schepen.
In de avond van 10 augustus woedde op de Gouwe een relatief korte zeeslag tussen de twee vloten. De rivier was gedeeltelijk verzand wat het manoeuvreren van de schepen belemmerde. Dit was een voordeel voor Gwijde, omdat hij de beschikking had over meer kleine en wendbare schepen, die van de omstandigheden relatief weinig hinder hebben ondervonden. Zowel Gwijde als Grimaldi liet zijn grootste schepen aan elkaar binden. Gwijde van Namen voerde een branderaanval uit, maar door het getij dreven de twee brandende bootjes terug naar het eigen kamp. Aanvankelijk leken de Vlamingen aan de winnende hand, doordat de Franse schepen aan de grond liepen. Met vloed konden de vastgelopen Franse schepen weer aan de strijd deelnemen, waarop de kansen keerden in het voordeel van admiraal Grimaldi en zijn Hollandse bondgenoten. Tegen middernacht leek de overwinning in handen. Bij verkenning van het slagveld de volgende ochtend, bleek dat de Vlaamse schepen van elkaar waren losgeraakt, mogelijk door een spion losgesneden of door een Vlaamse verrader. De schepen dreven stuurloos rond, met de Frans-Hollandse vloot nog in slagorde. Grimaldi bracht zijn galeien in de strijd, die snel de laatste resten van de Vlaamse weerstand braken. Gwijde van Namen werd vervolgens gevangengenomen.
Het beleg werd opgebroken en Willem hield een intocht in Zierikzee. Willem werd als Willem III de nieuwe graaf van Holland, Zeeland en Henegouwen. Brugge en het graafschap Vlaanderen moesten grote sommen geld bijeenbrengen om de schade van de Vlaamse en buitenlandse schippers te vergoeden. Een week daarna vond de Slag bij Pevelenberg plaats. Hoewel de Franse koning daar op een haar na gevangengenomen werd door de Vlaamse troepen eindigde de slag onbeslist. Bij de Vrede van Parijs van 1323 tussen Vlaanderen en Henegouwen-Holland erkende de graaf van Vlaanderen Willem III als graaf van Zeeland.